# Zbigniew Wróblewski (gitarzysta)
Zbigniew Janusz „Vika” Wróblewski (ur. 23 maja 1962, zm. 27 stycznia 2023 w Olsztynie) – polski gitarzysta, współzałożyciel i członek zespołu Vader.

## Życiorys
Był wraz z pełniącym wówczas funkcję basisty Piotrem „Peterem” Wiwczarkiem założycielem powstałej w 1983 roku w Olsztynie grupy Vader. Jako gitarzysta związany był z grupą przez trzy lata do 1986 roku. Zespół opuścił po występie na Metalmanii w związku z różnicami poglądów co do dalszego stylu muzyki, jaki będzie grała grupa. 
Następnie założył istniejący w latach 1986–1991 zespół Raxas. Prowadził własną firmę Merlin Pickups, produkującą i sprzedającą przetworniki gitarowe oraz basowe. 
Był również kompozytorem i autorem tekstów.
Został pochowany w Olsztynie na cmentarzu komunalnym przy ul. Poprzecznej.